# Redouane Bouchtouk
Redouane Bouchtouk (født 19. december 1976) er en marokkansk amatørbokser, som konkurrerer i vægtklassen let-fluevægt. Bouchtouk har ingen større internationale resultater, og fik sin olympiske debut da han repræsenterede Marokko under Sommer-OL 2004. Han repræsenterede også Marokko under Sommer-OL 2004, hvor han blev slået ud af Paulo Carvalho fra Brasilien i samme vægtklasse.